# Грушко, Елена Арсеньевна
Елена Арсеньевна Грушко, творческий псевдоним — Елена Арсеньева (17 сентября 1952, Хабаровск — 12 декабря 2023) — советская и российская писательница, филолог, сценарист.

## Биография
По образованию — филолог. Окончила Хабаровский пединститут и заочно сценарный факультет ВГИКа. Работала на студии телевидения, в журнале «Дальний Восток», в издательстве. В конце 1980-х Елена Грушко переехала из Хабаровска в Нижний Новгород. Член Союза писателей с 1989 года. Часто вводит в свои фантастические произведения мотивы и образы русского фольклора, пользуясь при этом стилистикой сказа. В целом творчество активной представительницы так называемой «молодогвардейской школы» развивалось в советское время в русле присущего для указанной «школы» славянофильского мифотворчества. Была участником семинара молодых фантастов Сибири и Дальнего Востока в Новосибирске (1987).
Первая новелла «Не жена», опубликована в журнале «Дальний Восток». В 1984 году вышел в свет сборник рассказов «Последний снег апреля». Повести и рассказы Елены Грушко объединены в сборниках «Последний снег апреля» (1984), «Добрыня» (повести Добрыня и Последний чогграм, 1986) и «Картина ожидания» (1989); в ант. изд. повесть «Венки Обимура» (1990).
В конце 1990-х годов Елена Грушко обратилась к истории и детективам. Сменив жанр, сменила и фамилию на псевдоним Елена Арсеньева. Автор более 50 любовно-авантюрных, исторических и криминальных романов. Считается родоначальником уникального жанра российского дамского романа.
Умерла 12 декабря 2023 года.